# 恩斯特·施特伦
恩斯特·施特伦（德語：Ernst Streng，1942年1月25日—1993年3月27日），德国男子自行车运动员。他曾代表德国联队参加1964年夏季奥林匹克运动会自行车比赛，获得男子团体追逐赛金牌。